# Thaddeus Okolo
Jude Thaddeus Okolo (né le 18 décembre 1956) est un prélat de l'Église catholique qui travaille au service diplomatique du Saint-Siège depuis 1990. Il est archevêque depuis 2008 et a occupé le poste de nonce apostolique dans plusieurs pays. Il est nonce apostolique en République tchèque depuis 2022.
En plus de sa langue maternelle, l'igbo (et le hausa parlé là où il est né), Okolo parle couramment l'anglais, le français, l'italien, l'espagnol et l'allemand. Il peut parler et comprendre le tchèque.

## Biographie
Jude Thaddeus Okolo est né à Kano, Nigeria, le 18 décembre 1956. Il est ordonné prêtre par l'archevêque Francis Arinze le 2 juillet 1983. Il est affecté à la Curie romaine où il travaille dans le domaine du dialogue avec les sectes chrétiennes de 1984 à 1986. Il entreprend ensuite des études supérieures à Rome et obtient un doctorat en droit canonique et un diplôme d'études diplomatiques.

## Carrière diplomatique
Il rejoint le service diplomatique du Saint-Siège en 1990 et sert dans des missions diplomatiques et des nonciatures au Sri Lanka, en Haïti, dans les îles antillaises et d'autres nations insulaires des Caraïbes, en Suisse, en République tchèque et en Australie (en).
Le 2 août 2008, Benoît XVI le nomme archevêque titulaire de Novica (de) et nonce apostolique en République centrafricaine et au Tchad (en) Il reçoit sa consécration épiscopale des mains du cardinal Francis Arinze le 27 septembre 2008.
Le 7 octobre 2013, le pape François le nomme nonce apostolique en République dominicaine (en) et délégué apostolique à Porto Rico (en).
Le 13 mai 2017, le pape François le nomme nonce apostolique en Irlande (en).
Le 1er mai 2022, le pape François le nomme nonce apostolique en République tchèque.